# Chiesa di San Bonaventura (Bagnoregio)
La chiesa di San Bonaventura da Bagnoregio è un luogo di culto cattolico del comune di Bagnoregio, in provincia di Viterbo, nella diocesi di Viterbo.
Nel sito dell'attuale chiesa sorgeva anticamente un'altra chiesa, dedicata a sant'Angelo. Questa venne acquisita il 13 marzo 1632 dalla  Compagnia di San Bonaventura, che iniziò ad officiare la chiesa con il titolo di san Bonaventura da Bagnoregio.
Nel XIX secolo si pensò di ricostruire la chiesa, ormai cadente, e il 27 ottobre 1856 iniziarono i lavori, diretti dall'architetto Pietro Gagliardi. Nel 1862 vennero terminati i lavori all'interno e venne realizzata la copertura della cupola in lastre di piombo.
Nella chiesa sono interessanti due pale d'altare, un antico affresco raffigurante la Madonna del Popolo e la tela dell'altar maggiore, realizzata nel 1874 da fra Silvestro dei carmelitani scalzi e raffigurante san Bonaventura e il sacro  Cuore di Gesù.
Tra le opere è la Madonna Immacolata e Sant'Andrea del 1759 (olio su tela, 235×171 cm) di Gaetano Lapis. 